# Tillandsia setacea
Tillandsia setacea là một loài thuộc chi Tillandsia.

## Giống
- Tillandsia 'But'